# Roberto Patrick Steeger Klein
Roberto Patrick Steeger Klein (Santiago de Xile, 1970) és un artista visual i docent xilè que treballa l'escultura amb fusta i altres materials d'ús industrial. Ha participat en exposicions individuals i col·lectives de diversos museus de renom, galeries i espais públics del seu país, tot obtenint diversos premis i distincions nacionals.

## Trajectòria
Steeger es va llicenciat en Art per la Pontifícia Universitat Catòlica de Xile l'any 1994 i tres anys després, el 1997, va cursar estudis d'Escultura Pública a l'Escola Massana de Barcelona.

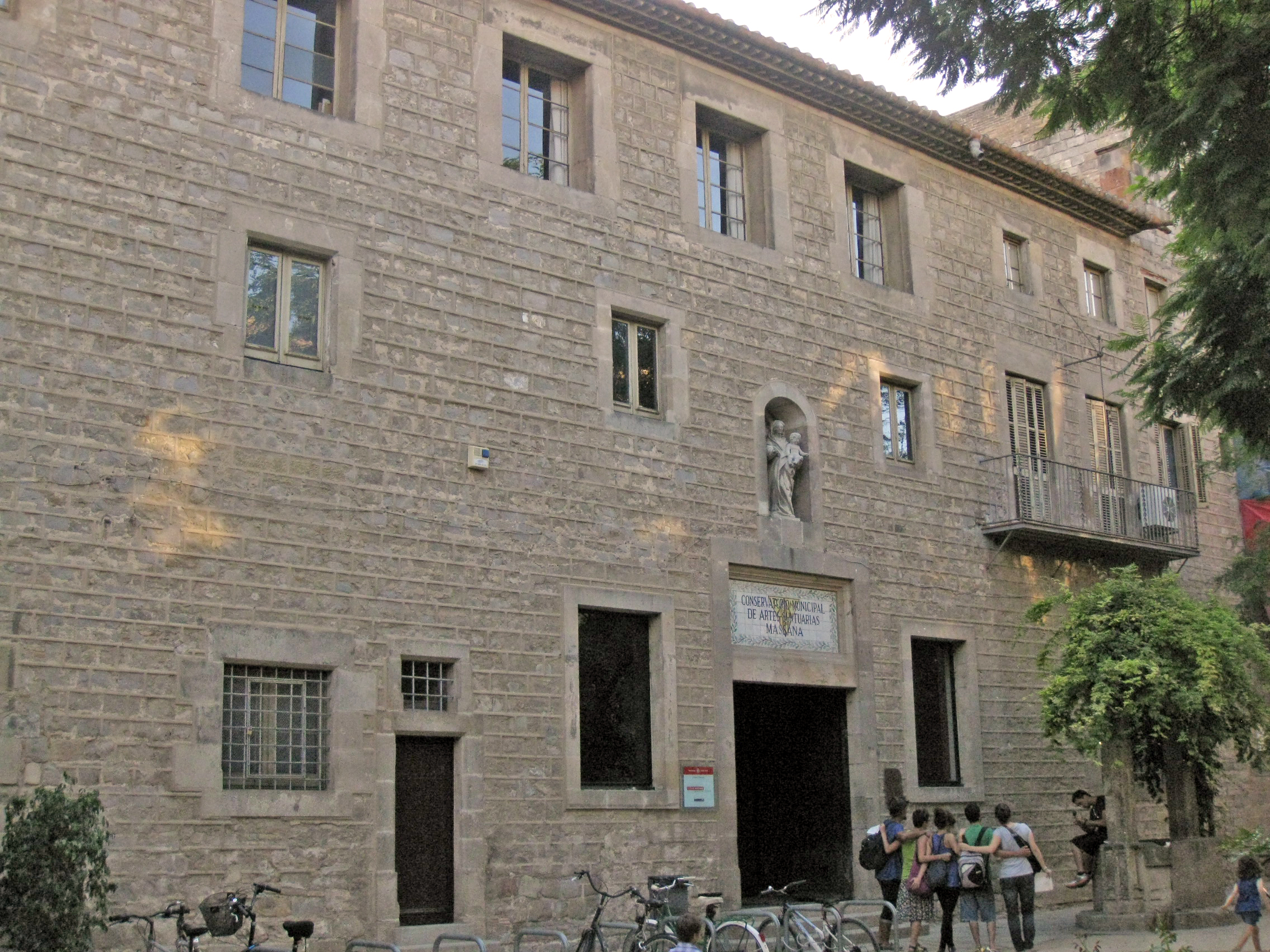
Escola Massana de Barcelona, on Patrick Steeger va estudiar durant un any.

Els seus inicis artístics van prendre com a base els objectes fets a partir de materials que trobava a l'espai públic. Les seves operacions recollien la inventiva popular i estaven dotats d'una visió minimalista i una reflexió que incloïa una noció de la cultura xilena i de l'ocupació de l'espai.
Posteriorment va desenvolupar una major relació amb l'arquitectura i es va associar amb una empresa fustera. A l'inici de la dècada de 2010 va iniciar un procés experimentador amb mètodes constructius que, a banda de la fusta com a element principal, també emprava motllures, planxes, materials industrials i tècniques manuals —sobretot de tall i confecció.
La seva obra és constituïda, doncs, per peces escultòriques que obeeixen tant a les potencialitats de la fusta, com a les intervencions sobre el paisatge inspirades o bé en la naturalesa, o bé en les proporcions geodèsiques de l'arquitecte estatunidenc Buckminster Fuller. Ha exposat col·leccions al Museu d'Art Contemporani de Xile, al Museu Nacional de Belles Arts de Santiago i a l'Aeroport Internacional Comodoro Arturo Merino Benítez, entre d'altres.
Steeger, a més a més de la seva tasca creativa, també realitza tallers i cursos universitaris. La seva metodologia educativa d'interrelació amb l'alumnat té com a resultat la publicació d'exposicions conjuntes, algunes amb alumnes de la Universitat de Buenos Aires.

## Premis i distincions
Roberto Patrick Steeger ha estat distingit amb diversos guardons al llarg de la seva carrera artística:
- 1998 – Premi Fondart del Ministeri d'Educació (Santiago de Xile).
- 2001 – Primer Premi Concurs d'Art Públic del Ministeri d'Obres Públiques (Aeroport Arturo Merino Benítez, Santiago de Xile)
- 2001 – Primer Premi Concurs d'Art Públic del Ministeri d'Obres Públiques (Escola Bàsica de Chilhue de Queilén, Chiloé, Xile)
- 2004 – Beca Projecte de Creació de la Fundació Andes (Santiago de Xile)
- 2004 – Beca Amics de l'Arte (Xile)